# Liste der Landesadvokaten und Ratspensionäre
Liste der Landesadvokaten und Ratspensionäre (ab 1617) der Grafschaft Holland zeitens der Siebzehn Provinzen sowie der Provinz Holland und Westfriesland während der Republik der Vereinigten Niederlande:
- Barthout van Assendelft, 1480–1489
- Jan Bouwensz, 1489–1494
- Barthout van Assendelft, erneut 1494–1497
- Frans Coebel van Loo, 1500–1513
- Albrecht van Loo,  1513–1524
- Aert van der Goes, 1525–1544
- Adriaen van der Goes, 1544–1560
- Jacob van den Eynde, 1560–1568
- Paulus Buys, 1572–1585
- Johan van Oldenbarnevelt, 1586–1619
- Andries de Witt, 1619–1621
- Anthonie Duyck (oder Anthonis Duyck), 1621–1629
- Jacob Cats, 1629–1631
- Adriaan Pauw, 1631–1636
- Jacob Cats, erneut 1636–1651
- Adriaan Pauw, erneut 1651–1653
- Johan de Witt, 1653–1672
- Gaspar Fagel, 1672–1688
- Michiel ten Hove, 1688–1689
- Anthonie Heinsius, 1689–1720
- Isaac van Hoornbeek, 1720–1727
- Simon van Slingelandt, 1727–1736
- Anthonie van der Heim, 1737–1746
- Willem Buys, 1746
- Jacob Gilles, 1746–1749
- Pieter Steyn, 1749–1772
- Pieter van Bleiswijk, 1772–1787
- Laurens Pieter van de Spiegel, 1787–1795

Ratspensionär der Batavischen Republik:
- Rutger Jan Schimmelpenninck, 1805–1806